# Grube Jungfrau
Die Grube Jungfrau war eine Buntmetallerz-Grube des Bensberger Erzreviers in Bergisch Gladbach im Stadtteil Moitzfeld. Das Grubenfeld Jungfrau erstreckte sich im Naturschutzgebiet Hardt in der Umgebung der Eisenzeitlichen Befestigungsanlage Erdenburg.

## Geschichte
Eduard Knobel, der Gutsbesitzer von Haus Lerbach, stellte am 10. Januar 1848 ein Mutungsgesuch auf Bleierz, Blende und Kupfererz auf den Namen Jungfrau „am Gebirge Moitzfelderberg unweit der Herrenburg bei Bensberg“. Am 2. August 1849 stellte man laut Feldbesichtigungsprotokoll die Bauwürdigkeit der Lagerstätte fest. Dementsprechend erfolgte die Verleihung des Grubenfeldes Jungfrau am 31. Oktober 1849.

## Betrieb und Anlagen
In den Jahren zwischen 1853 und 1881 förderte man Bleierze und Zinkerze, die sehr edel und derb gewesen seien. Man arbeitete in vier Bausohlen, wobei eine Teufe von insgesamt 95 m unter der Oberfläche und 64 m unter der Stollensohle erreicht wurde. Ein notarieller Kaufvertrag vom 26. März 1879 zwischen der Grube Blücher und der Grube Jungfrau wurde am 23. Januar 1880 in das Grundbuch eingetragen. Danach erhielt die Grube Jungfrau einen „südöstlichen Teil“ der Grube Blücher, der „an das Feld Jungfrau anstößt“. Dabei handelte es sich um das Grubenfeld Blücher II. Mitte 1881 ist der Betrieb wegen „äußerer“ Einflüsse vorläufig eingestellt worden. 
Das Eigentum an der Grube Jungfrau ist nach 1887 an die Grube Weiß übergegangen. Im Jahr 1924 setzte man im Feld Jungfrau einen Tagesstollen zum Durchschlag mit einem neuen Wetterschacht an und trieb ihn vor. Dadurch sollte die 110-Meter-Sohle belüftet werden, auf der im Bereich Barbarastraße, Platzer Höhenweg, Diakonissenweg bis fast an die Grube Jungfrau heran auf einem Quergang der Weiß-Lagerstätte Erz abgebaut wurde.
Der Klärteich der Grube ist als Jungfrauenweiher bezeichnet erhalten. Er wird vom Saaler Mühlenbach durchflossen.   